# Saint-Cirq-Lapopie

Saint-Cirq-Lapopie este o comună în departamentul Lot din sudul Franței. În 2009 avea o populație de 217 de locuitori.

## Evoluția populației
| An        | 1975 | 1982 | 1990 | 1999 | 2006 | 2009 |
| --------- | ---- | ---- | ---- | ---- | ---- | ---- |
| Populație | 167  | 179  | 187  | 207  | 215  | 217  |